# جاشوا بالامانجی
جاشوا بالامانجی (انگلیسی: Josué Balamandji؛ زادهٔ ۹ اوت ۱۹۸۹) بازیکن فوتبال اهل جمهوری آفریقای مرکزی است.
از باشگاه‌هایی که در آن بازی کرده‌است می‌توان به باشگاه فوتبال استاد رنس و باشگاه فوتبال پاریس اف سی اشاره کرد.
وی همچنین در تیم ملی فوتبال جمهوری آفریقای مرکزی بازی کرده‌است.